# التقسيمات الإدارية في ولاية ويسكونسن
التقسيمات الإدارية لولاية ويسكونسن تشمل المقاطعات والمدن والقرى والبلدات. في ولاية ويسكونسن، كل هذه الوحدات هي وحدات الحكومة المحلية ذات الأغراض العامة. هناك أيضًا عدد من المقاطعات ذات الأغراض الخاصة المشكلة للتعامل مع المخاوف الإقليمية، مثل المناطق التعليمية.
ما إذا كانت البلدية مدينة أو قرية أو بلدة لا تعتمد بشكل صارم على تعداد أو مساحة المنطقة، ولكن على شكل حكومة يختارها السكان وتوافق عليها هيئة ولاية ويسكونسن. يمكن أن تتداخل المدن والقرى مع حدود المقاطعة؛ على سبيل المثال تقع مدينة وايتووتر في مقاطعتي والورث وجيفرسون.

## المقاطعة
المقاطعة هي التقسيم السياسي الرئيسي في ولاية ويسكونسن. لكل مقاطعة مقر وغالبا ما تكون مدينة أو قرية مكتظة بالسكان أو في موقع مركزي، حيث توجد مكاتب الحكومة في المحافظة. لكل مقاطعة مدن وقرى وبلدات. واعتبارا من عام 2016، كان في ولاية ويسكونسن 72 مقاطعة.
مجلس المشرفين هو الكيان التشريعي الرئيسي في المحافظة. يتم انتخاب المشرفين في انتخابات غير حزبية لمدة عامين (باستثناء مقاطعة ميلووكي حيث خدم مجلس المشرفين فيها أربع سنوات). في مايو 2013 أقر المجلس التشريعي في ولاية ويسكونسن مشروع قانون من شأنه أن يقلل من مدة الخدمة من أربع سنوات إلى سنتين لمجلس إدارة مقاطعة ميلووكي. يختلف نوع المسؤول التنفيذي في كل محافظة، 11 محافظة لديها مدير مقاطعة منتخب في انتخابات غير حزبية لمدة أربع سنوات. وقد عينت 20 مقاطعة مديري مقاطعة. و41 وقاطعة عينت منسقين إداريين. وتشمل المسؤوليات الآخرى العمدة ومحامي المقاطعات والكتبة وأمناء الصناديق ومحققي الوفيات والمساحين وسجلات الأعمال وكتبة المحكمة. يتم انتخاب هؤلاء المسؤولين لمدة أربع سنوات. في معظم المقاطعات تم استبدال محققي الوفيات المنتخبين بفاحص طبي معين. يسمح قانون الولاية للمقاطعات بتعيين مساح أرضي بدلاً من انتخابه.
تعتبر المقاطعات مسؤولة بشكل عام عن الخدمات الاجتماعية، مثل رعاية الطفل والتدريب الوظيفي ورعاية المسنين وإدارة الأراضي العامة، مثل رعاية المنتزهات. كما يتم إدارة تطبيق القانون وصيانة الطرق من قبل المقاطعة بالتنسيق مع البلديات المحلية. اعتبارًا من 1 يناير 2018، تحتفظ 66 ولاية من أصل 72 ولاية أيضًا بضريبة مبيعات خاصة بها منفصلة عن الولاية بالنسبة لعناصر مثل صيانة الطرق المحلية للمقاطعات، وعادة ما يكون معدلها حوالي 0.15% بالإضافة إلى ضريبة المبيعات بنسبة 5% (تحتفظ ميلووكي وأوزوكي وواشنطن بأعلى نسبة للضريبة (5.6%) بسبب ضريبة سلطة ملعب ميلر بارك المذكورة أدناه).

## المدينة
في ولاية ويسكونسن، المدينة هي منطقة مستقلة ذاتية الحكم داخل مقاطعة واحدة أو أكثر. ويوفر تقريبا جميع الخدمات لسكانه ولديه أعلى درجة من الحكم المنزلي والاختصاص الضريبي لجميع البلديات. وعادة ما تكون المدن أكثر تحضرا من المدن. في مدينة ميلووكي، المدينة الوحيدة من الدرجة الأولى في الولاية، لها قواعدها الخاصة باستثناء كل المدن الأخرى. اعتبارا من عام 2015، كان في ويسكونسن 190 مدينة.
تسمح سلطة الحكم المحلي الممنوحة للمدن بأن تتخذ قرارها بشأن شؤونها وإدارتها وكثير من سياساتها العامة، خاضعة لقانون الولاية.

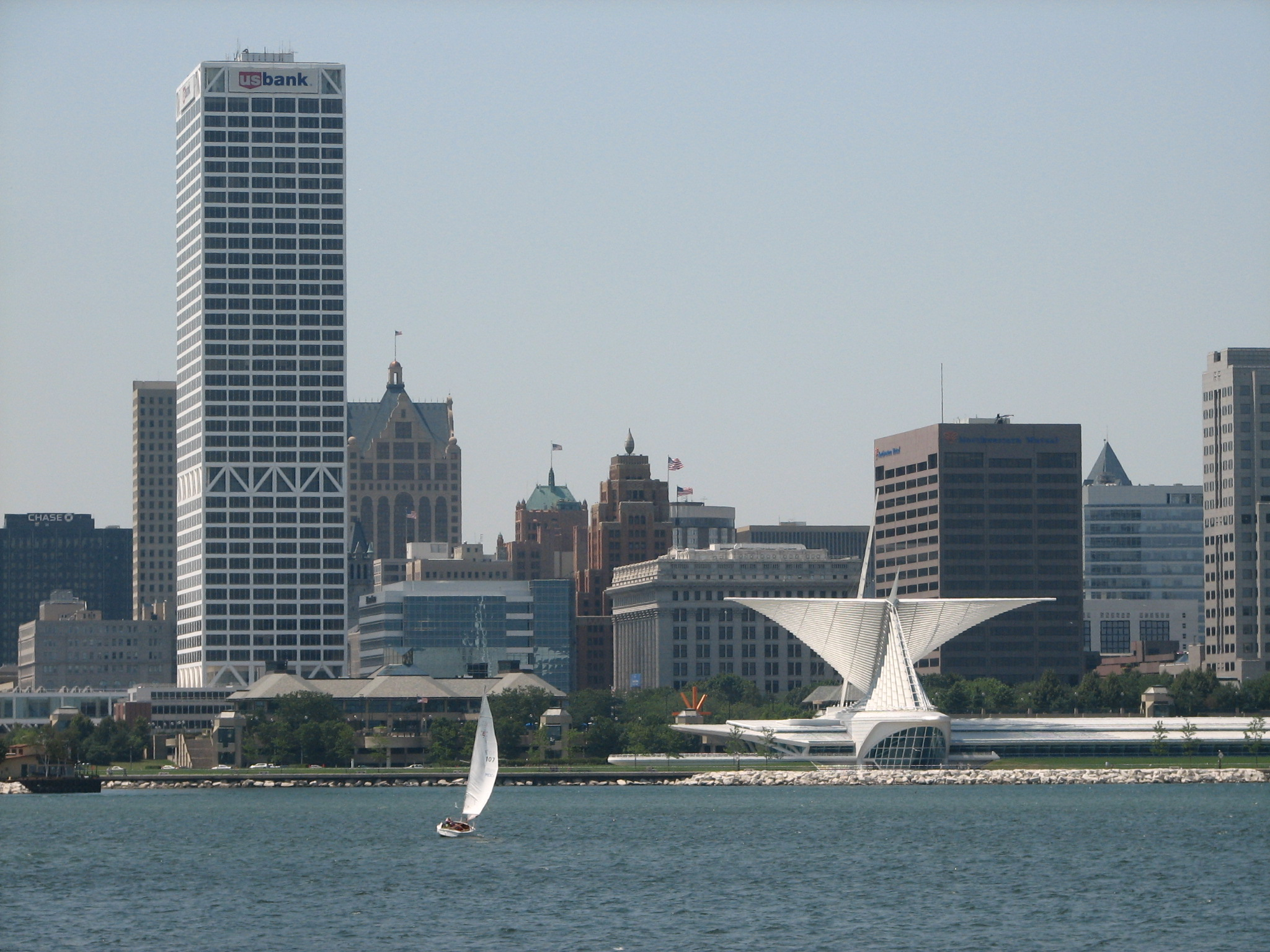
مدينة ميلووكي

يمكن للمدن اختيار تعيين مدير مدينة أو مدير مدينة، بدلاً من انتخاب رئيس بلدية. في المدن التي لديها مديري المدينة، يجوز أن يُشار إلى رئيس المجلس المشترك بصفته رئيسًا للبلدية. تخضع المدن لمجالس مشتركة أو بلدية تتكون من رئيس البلدية أو مدير المدينة وينتخب أعضاء مجلس المدينة أو أعضاء المجلس. ويشمل ضباط المدينة رئيس البلدية أو مدير المدينة وأمين الصندوق والكاتب والمحامي والمسؤولين الصحيين. يجوز للمدن أيضًا، حسب تقديرها، أن يكون لها مهندس ومراقب حسابات ومقيّمين ومفوض شارع ومجلس للأعمال العامة.
المدن في ولاية ويسكونسن تنقسم إلى أربعة فصول:
- الدرجة الأولى: المدن مع 150,000 أو أكثر سكان
- الدرجة الثانية: المدن مع 39,000 إلى 149,999 سكان
- الدرجة الثالثة: المدن مع 10,000 إلى 38,999 سكان
- الدرجة الرابعة: المدن مع 9,999 أو عدد أقل من السكان

هناك استثناءات لهذه الفئات، ومع ذلك؛ لكي تنتقل المدينة من طبقة إلى أخرى، يجب إجراء بعض التغييرات الحكومية ويجب على العمدة أن ينشر إعلانًا. لهذه الأسباب، تعتبر ماديسون مدينة من الدرجة الثانية والعديد من المدن التي يزيد عدد سكانها عن 10.000 مدينة من الدرجة الرابعة.
من أجل دمجها كمدينة، يجب أن يكون لدى المجتمع ما لا يقل عن 1000 مواطن إذا كان في منطقة ريفية أو 5000 إذا كان في منطقة حضرية. وتستطيع المدن توسيع مساحتها عن طريق ضم الأراضي من المدن عندما يطلب أصحاب الأراضي الخدمة المحلية.

## القرية

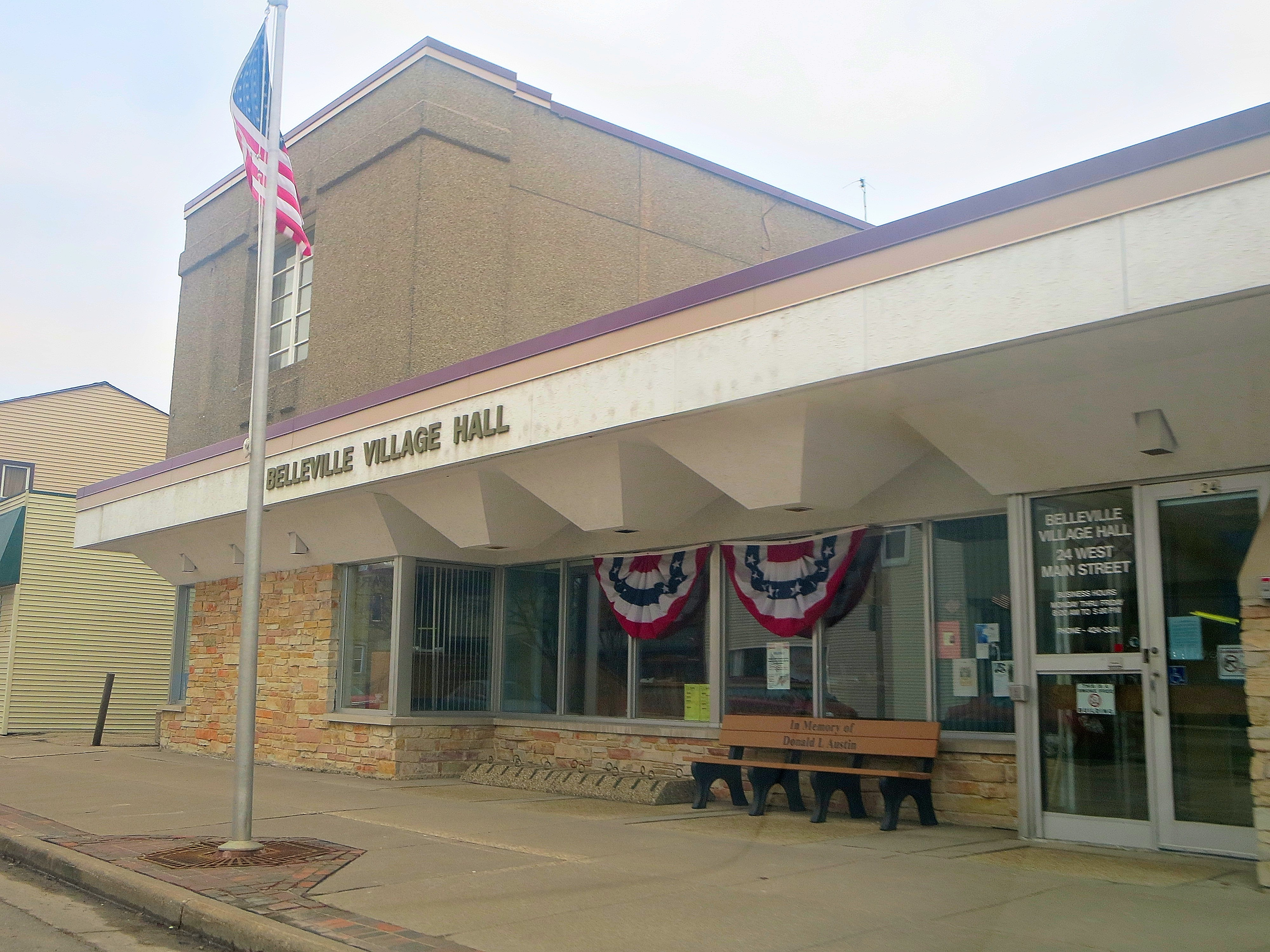
مبنى بلدية بليفيلد

في ولاية ويسكونسن، تعتبر القرية منطقة مسجلة ذاتيًا ضمن مقاطعة واحدة أو أكثر. وتقدم خدمات متنوعة لسكانها ولديها درجة من الحكم المحلي والضرائب القضائية عليها. اعتبارا من عام 2015، كان لدى ويسكونسن 407 قرية.
من أجل دمجها كقرية، يجب أن يكون لدى المجتمع ما لا يقل عن 150 مواطنًا إذا كان في منطقة ريفية أو 2500 إذا كان في منطقة حضرية. تسمح سلطة الحكم المحلي الممنوحة للقرارات لها باتخاذ قراراتها الخاصة بشأن شؤونها وإدارتها وكثير من سياساتها العامة، خاضعة لقانون الولاية.
تتم إدارة القرى من قبل رئيس القرية ومجلس الأمناء. يشمل ضباط القرية رئيسًا وكاتباً وأمينًا للخزينة ومقيِّمًا. وقد تختار القرى أيضًا تعيين مدير قرية للإشراف على العمليات اليومية بدلاً من رئيس القرية المنتخبة؛ وقد فعلت تسع قرى هذا اعتبارا من عام 2015. وهناك 77 قرية إضافية في ولاية ويسكونسن توظف مديري القرى.

## البلدة
في ولاية ويسكونسن تعتبر البلدة ولاية قضائية غير مدمجة داخل مقاطعة ما تشبه مدن ويسكونسن شكل الحكومة المحلية في نيويورك التي تحمل الاسم نفسه والبلدات المدنية في معظم الولايات الأخرى. يعيش جميع سكان ولاية ويسكونسن الذين لا يعيشون في مدينة أو قرية في بلدة. توفر المدن عددًا محدودًا من الخدمات لسكانها. يعتبر تعداد الولايات المتحدة مدن ولاية ويسكونسن أن تكون انقسامات مدنية طفيفة. اعتبارا من عام 2015، كان في ويسكونسن 1,255 بلدة. غالبًا ما تحتوي المدن على نفس أسماء المدن أو القرى المجاورة، على سبيل المثال، تقع بلدة سيداربورغ غير المسجلة بالقرب من بلدة سيداربورغ، وتحيط بلدة نيوغلاروس بالكامل بقرية نيوغلاروس. قد يكون هناك أيضًا أكثر من مدينة واحدة في الولاية تحمل نفس الاسم (على الرغم من عدم وجودها في مقاطعة). على سبيل المثال، هناك بلدات اسمها ألبيون في مقاطعة دان ومقاطعة جاكسون مقاطعة ترمبيلاو.

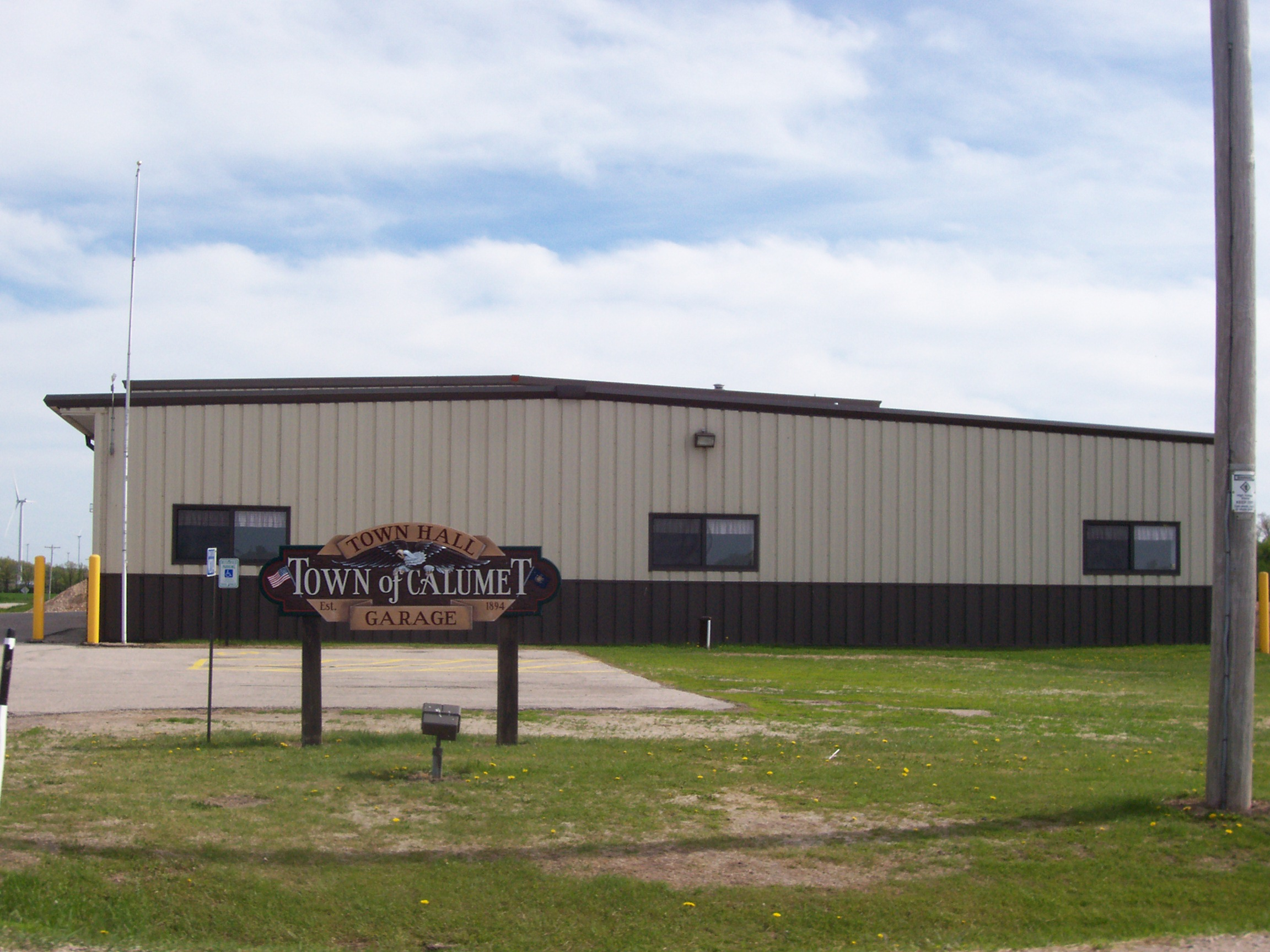
مبنى بلدية كالوميت

هناك العديد من الأمثلة على أسماء أماكن المجتمعات الفردية في جميع أنحاء الولاية. تدار هذه المناطق من قبل المدينة أو البلدية التي توجد فيها. وهي بمثابة مرجع محلي مفيد لأماكن محددة وهي مراجع مهمة وأحيانًا مضمنة في السجلات الحيوية. تحتوي العديد من هذه الأماكن المسماة على مجموعة صغيرة من المنازل أو الكنيسة أو الأعمال التجارية المحلية مثل المتجر أو الحانة. على الرغم من عدم وجود أي وظيفة حكومية، إلا أن معظمها معترف به للاستخدام الشائع ويتم تمييزه بعلامات الطريق السريع المعلوماتي الرسمي الأخضر والتي تدرج اسم المكان مع الكلمة "UnIncporporated" تحته. كما يتم وضع العديد من هذه الأماكن المحددة على خرائط ولاية ويسكونسن السريعة الرسمية التي أصدرتها وزارة النقل في ولاية ويسكونسن ولكن هذه الأسماء لم تكن مدرجة في المؤشر على نفس الخرائط حتى عدة سنوات مضت. ومن الأمثلة على ذلك محطة الضفدع، بولندا، وشمال ليدز.

## وحدات الأغراض الخاصة للحكومة
تقدم وحدات الأغراض الخاصة للحكومة خدمات متخصصة لأولئك الذين يعيشون داخل المنطقة. وهي مخولة بفرض ضريبة على سكان المنطقة مقابل الخدمات المقدمة لهم. المناطق الخاصة غالباً ما تعبر خطوط المدن والقرى والبلدات. في عام 2006، كان في ويسكونسن أكثر من 1100 منطقة خاصة.
يتم إنشاء هذه الوحدات الحكومية الخاصة لمعالجة القضايا ذات الطبيعة الإقليمية، وفي بعض الأحيان تجاوز حدود الديون التي قد تكون لدى كل بلدية. يمكن للدولة أيضا ممارسة مزيد من السيطرة على المناطق الخاصة من خلال تعيينات المحافظ في مجالس المقاطعات. كما أنشأ السياسيون بعض الدوائر الخاصة لعزل أنفسهم عن الضرائب التي لا تحظى بشعبية في بعض الأحيان، والتي تفرضها هذه المجالس، حيث يتم تعيين المجالس في الغالب وعدم انتخابهم.

### المناطق التعليمية
المناطق التعليمية هي النوع الأكثر شيوعًا من المناطق الخاصة. وهي توفر أو ترتب أو تنقب عن جميع خدمات التعليم العام، بما في ذلك التعليم الخاص والنقل المدرسي، وهذه الأخيرة أيضا للمدارس غير العامة. في عام 2006، كان في ويسكونسن أكثر من 440 منطقة تعليمية.
غالبًا ما تكون المقاطعات التعليمية غير متعاونة على وجه التحديد مع البلديات التي تحمل الاسم نفسه، وهذا يعني أن الطفل الذي يعيش في بلدية قد يحضر مدرسة مرتبطة ببلدية مختلفة، أو حتى محافظة مختلفة. يدفع المقيمون ضرائب مدرسية إلى نفس المنطقة التعليمية التي يعيشون فيها ويذهب أطفالهم إلى المدرسة.

### مناطق الكلية التقنية
تفرض منطقة كلية ويسكونسن الستة عشر التقنية الضرائب لتمويل نظام كلية ويسكونسن التقني. تقدم هذه الكليات الفنية الست عشرة التدريب المهني لسكانها.

### المناطق الرياضية
تم إنشاء منطقة جنوب شرق ولاية ويسكونسن للمحترفين للبيسبول واستاد كرة القدم للمحترفين لجمع الأموال لبناء ملعب ميلر بارك وملعب لامبو فيلد.

## وصلات خارجية
- Wisconsin League of Municipalities. دليل المواطن لمدن وقرى ويسكونسن
- Wisconsin League of Municipalities. دليل الصحفيين لمدن وقرى ويسكونسن
- Wisconsin Legislative Reference Bureau. "المقاطعات والمدن والقرى والبلدات: أشكال الحكومة المحلية ووظائفها."